# 瑟农站
瑟农站是法国的一个铁路车站，位于法国吉伦特省的瑟农市镇范围内，属于波尔多都市圈。该站是波尔多前往巴黎方向的第一个车站。

## 位置
瑟农站位于瑟农市区的西部，巴黎－波尔多铁路579.95公里处，距离波尔多大约5公里，车站轨道大致呈南北走向。

## 历史
瑟农站建于2007年，其前身为波尔多伯诺日站。为方便铁路通勤乘客换乘有轨电车，伯诺日站异地重建。
2016年，瑟农站东侧新增了一座高架桥，为法国高速铁路南欧大西洋线的正线，并新增加了两个站台。至此，瑟农站成为了一个双高架桥铁路车站。

## 设施
瑟农站是一个高架车站，由两个复线铁路高架桥组成，各设有两个侧式站台。该站设有多个楼梯，以及2个自动升降梯，可供残疾人使用。
瑟农站是一个无人看守的乘降所，没有人工售票窗口，但配有自动售票机等设施。

## 停靠线路
以下列车线路在瑟农站停靠：
| 瑟农站列车线路表            |      |                     |        |              |
| 线路                        | 车种 | 上一站              | 下一站 | 大致运行频率 |
| 蒙吕松—波尔多               | TER  | 利布尔讷            | 波尔多 | 每天1趟      |
| 利摩日/佩里格—波尔多        | TER  | 利布尔讷            | 波尔多 | 每天10趟左右 |
| 于塞勒/蒂勒/布里夫—波尔多   | TER  | 利布尔讷            | 波尔多 | 每天4趟左右  |
| 普瓦捷/昂古莱姆—波尔多      | TER  | 利布尔讷            | 波尔多 | 每天5趟左右  |
| 萨尔拉/贝尔热拉克—波尔多    | TER  | 利布尔讷            | 波尔多 | 每天13趟左右 |
| 库特拉/利布尔讷—波尔多      | TER  | 巴桑                | 波尔多 | 每天12趟左右 |
| 拉罗谢尔/圣特—波尔多        | TER  | 圣昂德雷德屈布扎克  | 波尔多 | 每天7趟左右  |
| 圣特/圣马里昂-圣伊藏—波尔多 | TER  | 圣厄拉利-卡尔邦布朗 | 波尔多 | 每天9趟左右  |
| 1.                          |      |                     |        |              |

## 配套交通

### 长途客车
瑟农站附近暂无固定的长途大巴车线路。当某条铁路线施工或罢工时，SNCF可能会提供途径该线路沿途站点的临时大巴车。

### 城市公共交通
| 瑟农站附近的市内公共交通线路 |                         | |
| 公交车站名称                 | 位置                    | 停靠线路 |
| 瑟农-火车站                  | 瑟农站西侧 有轨电车车站 | .A. 巴桑斯-卡尔邦布朗-拉加尔代特 / 弗卢瓦拉克-德拉夫蒙 ↔ 勒艾朗-罗斯唐                                                                                    |
| 瑟农-火车站                  | 瑟农站西侧 公交车站     | .27. 波尔多-斯大林格勒 ↔ 瑟农-比提尼耶尔 .32. 瑟农-火车站 ↔ 瑟农-比提尼耶尔 .40. 瑟农-美丽基地（循环线路） .51. 波尔多-加兰 ↔ 波尔多附近阿尔提格-维尔库尔 |
| 1. 2. 3.                     |                         | |

### 社会车辆
瑟农站附近的街道可沿街停车。

## 临近车站
| 瑟农站（Gare de Cenon）        |                  |                      |
| 上行车站                       | 线路             | 下行车站             |
| 巴桑斯站 5.3km ←               | 巴黎－波尔多铁路 | 波尔多圣让站 → 4.9km |
| - 本表仅显示运营中的线路及车站 |                  |                      |